# Cantó d'Autun-Nord
El cantó d'Autun-Nord és un cantó francès del departament de Saona i Loira, situat al districte d'Autun. Té 4 municipis i part del d'Autun.

## Municipis
- Autun (part)
- Dracy-Saint-Loup
- Monthelon
- Saint-Forgeot
- Tavernay

## Història
| Data d'elecció                           | Identitat         | Partit                                 | Qualitat |
| ---------------------------------------- | ----------------- | -------------------------------------- | -------- |
| 1945-1970                                | M. Baron          | RI, després UNR, després divers droite |          |
| 1970-1973                                | Marcel Lucotte    | Divers droite                          |          |
| 1973-197.                                | M. Jeault         | PS                                     |          |
| 197.-1992                                | André Billardon   | PS                                     |          |
| 1992-2011                                | Didier Martinet   | PS                                     |          |
| 2011-                                    | Ghislaine Colombo | PS                                     |          |
| les dades anteriors no són pas conegudes |                   |                                        |          |
|                                          |                   |                                        |          |